# David McDowell Brown
David McDowell Brown (* 16. April 1956 in Arlington, Bundesstaat Virginia, USA; † 1. Februar 2003 über dem Süden der USA) war ein US-amerikanischer Astronaut. Er starb beim Absturz der Columbia im Frühjahr 2003.
Brown besuchte bis 1974 die Yorktown High School in Arlington und studierte anschließend am College of William and Mary, wo er 1978 einen Bachelor in Biologie erhielt. 1982 erhielt er schließlich einen Doktorgrad in Medizin von der Eastern Virginia Medical School.
Brown trat nach einem Praktikum an der Medical University of South Carolina der US-Marine bei. Nach seiner Ausbildung zum Fliegerarzt 1984 war er Oberarzt am Marinehospital in Adak (Alaska). Danach wurde er der Carrier Air Wing 15 an Bord der Carl Vinson zugeteilt, die im Westpazifik patrouillierte. Ab 1988 wurde er in Beeville (Texas) zum Marinepiloten ausgebildet. Zwei Jahre später erhielt er seine Fluglizenz als Klassenbester. Anschließend wurde er in Beeville für die A-6E Intruder ausgebildet. 1991 wurde er zum Naval Strike Warfare Center in Fallon (Nevada) versetzt, wo er als Ausbilder und Planungsoffizier eingesetzt wurde. Zusätzlich erhielt er eine Ausbildung auf der F/A-18 Hornet und flog 1992 an Bord der Independence vor Japan die A-6E im Strike Fighter Squadron 115. 1995 wurde er als deren Fliegerarzt an die United States Naval Test Pilot School versetzt. Dort flog er auch die T-38 Talon.

## Astronautentätigkeit
Brown wurde im Mai 1996 von der NASA als Raumfahreranwärter ausgewählt und wurde ab August 1996 am Lyndon B. Johnson Space Center in Houston eingesetzt. Er absolvierte ein zweijähriges Astronautentraining, welches ihn als Missionsspezialisten qualifizierte. Er wurde anfangs der Nutzlast-Entwicklung für die Internationale Raumstation zugeteilt. Später war er Mitglied der Unterstützungsmannschaften für die Space-Shuttle-Flüge.

### STS-107
Brown und sechs weitere Astronauten starteten am 16. Januar 2003 mit der Raumfähre Columbia zur Mission STS-107. Auf dieser 16-tägigen Forschungsmission wurden etwa 80 wissenschaftliche Experimente durchgeführt. Beim Start des Space Shuttles hatte sich allerdings ein Schaumstoffteil vom Außentank gelöst und den Backbordflügel des Orbiters getroffen. Der Schaden wurde zwar bemerkt, wurde aber von der NASA als nicht kritisch eingestuft. Als das Shuttle am 1. Februar zur Erde zurückkehrte, drangen durch eine beschädigte Hitzekachel heiße Gase in den Flügel ein und zerschmolzen ihn von innen. Das Shuttle geriet außer Kontrolle und zerbrach in der Atmosphäre. David Brown und die anderen Crewmitglieder wurden getötet.

## Ehrungen
- David Brown wurde im Juli 2004 postum die Congressional Space Medal of Honor verliehen.
- Der Asteroid (51825) Davidbrown nach ihm benannt.
- Im Jahre 2006 benannte die Internationale Astronomische Union den Mondkrater D. Brown offiziell nach David McDowell Brown.